# 흰얼굴아기오리
흰얼굴아기오리는 기러기목 오리과의 길잃은새(미조)이다.

## 생김새
수컷은 머리 위가 흑갈색이고 얼굴이 흰색이다. 날개와 몸윗면은 녹색 광택이 나고 몸아랫면 때 묻은 흰색이다. 뒷목부터 가슴까지 검은색 띠가 있다. 암컷은 몸윗면은 전체적으로 갈색이고 검은색 눈선이 있다. 가슴에 흑갈색 얼룩무늬가 있다.

## 생태
남아시아, 중국 남부, 인도차이나반도, 필리핀, 뉴기니 북부, 호주 동북부에서 번식하고 북쪽에서 번식하는 집단은 남쪽으로 내려와 월동한다. 한국에서는 2019년 주남저수지에서 수컷 1개체가 관찰된 기록이 있다.

수생식물이 많고 수심 얕은 습지, 저수지, 늪지, 무논 등에서 서식한다.
1. ↑  경남신문 (2019년 6월 4일). “창원 주남저수지서 미확인 개체 발견”. 2023년 11월 23일에 확인함.